# Skovhanekro
Skovhanekro (Galeopsis bifida), ofte skrevet skov-hanekro, er en 20-80 centimeter høj plante i læbeblomst-familien. Den ligner alm. hanekro, men blandt andet er kronen kortere (10-15 millimeter) og underlæbens midtflig er rektangulær (ikke kvadratisk) med tilbagebøjet rand og indbugtning i midten.
I Danmark er arten temmelig almindelig på agerjord, tangvolde, tørveholdige enge, skovrydninger og affaldspladser. Den blomstrer i juli og august.